# Jereem Richards
Jereem Richards (* 13. Januar 1994 in Point Fortin) ist ein Sprinter aus Trinidad und Tobago, der sich auf den 200-Meter-Lauf spezialisiert hat und darüber hinaus als Staffelläufer erfolgreich ist. 2017 wurde er Weltmeister in der 4-mal-400-Meter-Staffel und 2022 wurde er Hallenweltmeister im 400-Meter-Lauf. Zudem siegte er bisher dreimal bei den Commonwealth Games und zählt damit zu den erfolgreichsten Leichtathleten seines Landes.

## Sportliche Laufbahn
Erste Erfahrungen bei internationalen Meisterschaften sammelte Jereem Richards bei den CARIFTA-Games 2011 in Montego Bay, bei denen er über 400 Meter den sechsten Platz belegte und mit der 4-mal-400-Meter-Staffel die Goldmedaille gewann. Später nahm er an den Jugendweltmeisterschaften in Lille teil, erreichte dort über 200 Meter das Halbfinale und belegte mit der trinidadisch-tobagischen Sprintstaffel (1000 Meter) im Finale den sechsten Platz. 2012 qualifizierte er sich mit der Staffel für die Hallenweltmeisterschaften in Istanbul und gewann dort die Bronzemedaille hinter den Mannschaften aus den Vereinigten Staaten und dem Vereinigten Königreich. Bei den CARIFTA-Games in Hamilton wurde er über 200 Meter Fünfter und gewann mit der Staffel die Silbermedaille. Er qualifizierte sich für die Juniorenweltmeisterschaften in Barcelona und gewann dort mit der Staffel die Bronzemedaille. 2013 gewann Richards bei den CARIFTA-Games in Nassau die Bronzemedaille über 200 Meter sowie die Silbermedaillen über beide Staffeldistanzen. Bei den Zentralamerika- und Karibikmeisterschaften in Morelia gewann er die Bronzemedaille mit der 4-mal-100-Meter-Staffel. 2014 nahm er über 200 Metern an den Commonwealth Games im schottischen Glasgow teil und schied dort mit 21,13 s in der ersten Runde aus.
2017 belegte er mit der 4-mal-400-Meter-Staffel den vierten Platz bei den World Relays auf den Bahamas. Er qualifizierte sich zudem erstmals für die Weltmeisterschaften in London und gewann dort im Finale über 200 Meter überraschend die Bronzemedaille. Zudem gewann er mit der 4-mal-400-Meter-Staffel die Goldmedaille vor den Vereinigten Staaten und Großbritannien. 2018 nahm er mit der Staffel erneut an den Hallenweltmeisterschaften in Birmingham teil und belegte dort im Finale den vierten Platz. Im April gewann er in 20,12 s die Goldmedaille über 200 Meter bei den Commonwealth Games im australischen Gold Coast vor dem Kanadier Aaron Brown. Am Schlusstag der Spiele erreichte er mit der trinidadisch-tobagischen Staffel den vierten Platz. Bei den IAAF World Relays 2019 in Yokohama gewann er gemeinsam mit Deon Lendore, Asa Guevara und Machel Cedenio überraschend den Titel in der 4-mal-400-Meter-Staffel. Ende Mai wurde er beim Bauhaus-Galan in Stockholm in 20,45 s Dritter über 200 m und anschließend gewann er bei den Panamerikanischen Spielen in Lima in 20,38 s die Silbermedaille hinter dem Ecuadorianer Álex Quiñónez. Zudem gewann er dort in 3:02,25 min gemeinsam mit Dwight St. Hillaire, Deon Lendore und Machel Cedenio die Bronzemedaille mit der Staffel hinter Kolumbien und den Vereinigten Staaten. Ende September gelangte er dann bei den Weltmeisterschaften in Doha bis ins Halbfinale und schied dort mit 20,28 s aus. Zudem belegte er mit der Staffel in 3:00,74 min den fünften Platz. 2021 siegte er in 20,26 s beim USATF Grand Prix und nahm im August an den Olympischen Spielen in Tokio teil und klassierte sich dort mit 20,39 s im Finale auf dem achten Platz und auch mit der Staffel erreichte er nach 3:00,85 min Rang acht.
Im März 2022 siegte er in 45,00 s über 400 Meter bei den Hallenweltmeisterschaften in Belgrad im 400-Meter-Lauf als erster Trinidadier die Goldmedaille. Zudem stellte er mit dieser Zeit einen neuen Meisterschaftsrekord auf. Im Mai wurde er in Doha zum Auftakt der Diamond League in 20,15 s Dritter über 200 Meter und belegte anschließend bei den Weltmeisterschaften in Eugene mit 20,08 s im Finale den sechsten Platz. Zudem gelangte er mit der 4-mal-400-Meter-Staffel mit 3:00,03 min im Finale auf Rang fünf. Im August siegte er in 19,80 s bei den Commonwealth Games in Birmingham über 200 Meter sowie in 3:01,29 min gemeinsam mit Dwight St. Hillaire, Asa Guevara und Machel Cedenio die Goldmedaille im Staffelbewerb. Daraufhin wurde er bei der Athletissima in 19,95 s über 200 Meter. Im Jahr darauf wurde er bei der Golden Gala Pietro Mennea in 20,28 s Zweiter über 200 Meter, wie auch bei der Athletissima in 20,11 s. Im Juli siegte er in 44,54 s bei den Zentralamerika- und Karibikspielen in San Salvador über 400 Meter sowie in 3:01,99 min in der 4-mal-400-Meter-Staffel. Im August schied er dann bei den Weltmeisterschaften in Budapest mit 44,76 s im Halbfinale aus und verpasste mit der Staffel mit 3:01,54 min den Finaleinzug. 2024 schied er als Titelverteidiger bei den Hallenweltmeisterschaften in Glasgow mit 46,64 s im Halbfinale über 400 Meter aus. Im Mai sicherte er der Männerstaffel bei den World Athletics Relays auf den Bahamas einen Startplatz für die Olympischen Spiele in Paris. Anschließend siegte er in 20,13 s über 200 Meter beim Racers Grand Prix und im Juli wurde er beim London Athletics Meet in 44,18 s Dritter. Im August belegte er bei den Olympischen Sommerspielen in Paris mit neuem Landesrekord von 43,78 s im Finale den vierten Platz über 400 Meter und verpasste mit der Staffel mit 3:06,73 min den Finaleinzug.
In den Jahren 2017, 2019 und 2022 wurde Richards trinidadisch-tobagischer Meister über 200 Meter sowie 2012 und 2022 mit der 4-mal-100-Meter-Staffel. Zudem wurde er 2024 Landesmeister im 400-Meter-Lauf. Er besuchte zunächst das South Plains College und studierte anschließend Umweltwissenschaften an der University of Alabama.

## Persönliche Bestzeiten
- 100 Meter: 10,23 s (+1,4 m/s), 26. Juli 2019 in Port of Spain
- 200 Meter: 19,80 s (+1,1 m/s), 6. August 2022 in Birmingham
  - 200 Meter (Halle): 20,31 s, 11. März 2017 in College Station (trinidadisch-tobagischer Rekord)
  - 300 Meter (Halle): 32,10 s, 10. Februar 2018 in Boston (trinidadisch-tobagischer Rekord)
- 400 Meter: 43,78 s, 7. August 2024 in Paris (trinidadisch-tobagischer Rekord)
  - 400 Meter (Halle): 45,00 s, 19. März 2022 in Belgrad (trinidadisch-tobagischer Rekord)